# Goran Milojević
Goran Milojević (in serbo Горан Mилojeвић?; Aranđelovac, 6 dicembre 1964) è un allenatore di calcio ed ex calciatore serbo, di ruolo centrocampista.

## Biografia
È il fratello di Vladan e lo zio di Nemanja Milojević, a loro volta calciatori.

## Palmarès

### Giocatore

#### Competizioni nazionali
- Campionato jugoslavo: 2

Stella Rossa: 1983-1984, 1987-1988
- Kup Maršala Tita: 2

Stella Rossa: 1984-1985
Partizan: 1988-1989